# Flyttalsprocessor

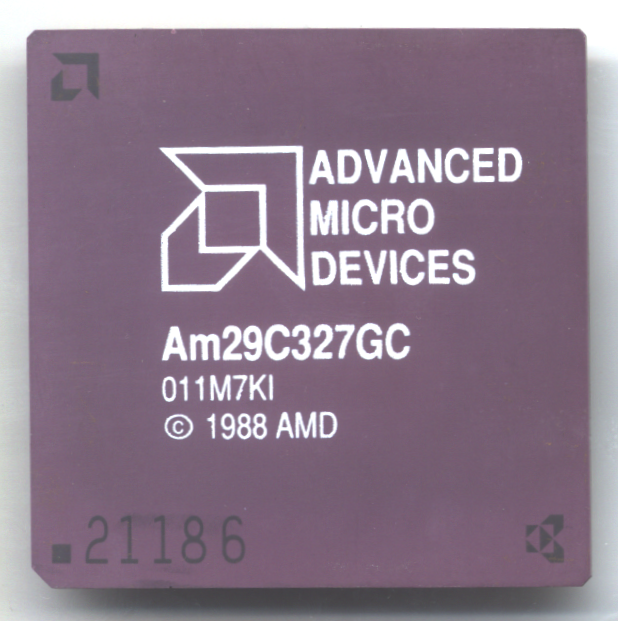
En flyttalsprocessor från AMD

Flyttalsprocessor, förkortas FPU efter engelskans floating point unit (och kallas även numerisk bearbetningsenhet (Numeric Processing Unit (NPU)) och mer vardagligt matematisk coprocessor (math coprocessor)), är den enhet i ett datorsystem som utför beräkningar på flyttal (en approximativ representation av reella tal). Flyttalsprocessorn har traditionellt varit en specifik integrerad krets (eller kretskort, i äldre datorer), men i moderna mikroprocessorer är den ofta integrerad med resten av den centrala processorn. I processorer byggda för hög prestanda finns numera flera parallella exekveringsenheter för flyttal och heltal, i många fall med instruktioner för att explicit hantera flera identiska flyttalsoperationer parallellt, så kallade vektorenheter eller SIMD.
Exempel på flyttalsprocessorer som har använts i PC-datorer:
- 8087 till 8088
- 80287 till 80286
- 80387 till 80386

När 80486 kom var flyttalsprocessorn inbyggd i processorn, förutom i den billigare varianten 80486SX.
Det var relativt ovanligt att datorer i efterhand kompletterades med flyttalsprocessorer, eftersom priset var högt och behovet lågt för de flesta användningsområden. För numeriskt intensiva tillämpningar som vektorgrafik, CAD, bildbehandling, och vetenskapliga beräkningar, var den däremot helt nödvändig.